# Matt Bahr
Matt Bahr (Filadélfia, 6 de julho de 1956) é um ex-jogador profissional de futebol americano estadunidense.

## Carreira
Matt Bahr foi campeão da temporada de 1979 da National Football League jogando pelo Pittsburgh Steelers.